# Территория Невада
Территория Невада (англ. Nevada Territory) — инкорпорированная организованная территория США, существовавшая с 2 марта 1861 года по 31 октября 1864 года.

## История
До создания эта территория была западной частью Территории Юта, известной как «Уошо» (по проживавшему здесь племени Уошо). Если федеральное правительство хотело отделить территорию по политическим мотивам, то местное население желало выделения из-за того, что проживавшие здесь христиане классических направлений находились во враждебных отношениях с проживавшими на остальных землях Территории Юта мормонами.
Несмотря на то, что залежи серебра привлекали в Неваду шахтёров, эти земли не были населены настолько, чтобы претендовать на статус штата, однако так как США нуждались в серебре и в антирабовладельческих настроениях местных жителей, то на нехватку населения закрыли глаза и стали готовить территорию к самоуправлению.
31 октября 1864 года Территория Невада вошла в состав США в качестве штата.

## Управление
Первой столицей Территории был городок Дженоа (первый населённый пункт в Неваде), однако вскоре она была перенесена в бурно растущий Карсон-Сити.
Когда началась подготовка к созданию Территории, то в сентябре 1859 года её временным губернатором был избран Айзек Руп. Когда 2 марта 1861 года Территория была создана, то президент Линкольном назначил её губернатором Джеймса Ная, который и остался её единственным губернатором, став впоследствии первым губернатором штата Невада.
Первым и единственным секретарём Территории был Орайон Клеменс — старший брат Сэмюэла Клеменса.

## Проблемы границ
Восточную границу Территории Невада хотели провести по 116-му меридиану, однако когда восточнее этой линии было обнаружено золото, то делегация Территории в Конгрессе попросила о сдвиге границы на 115-й меридиан, что и было утверждено Конгрессом в 1862 году. Так как впоследствии были обнаружены новые залежи золота, то в 1864 году граница была сдвинута ещё восточнее, на 114-й меридиан, забрав ещё часть земель от Территории Юта.
В качестве южной границы Территории Невада была определена 37-я параллель, но в 1866 году штат Невада попросил Конгресс сдвинуть границу на юг до реки Колорадо. Конгресс удовлетворил просьбу в 1867 году, отдав Неваде западный конец Территории Аризона. Аризона резко протестовала, но не нашла большой поддержки в Конгрессе, так как во время Гражданской войны поддерживала Конфедерацию.
Спор о точном прохождении Невадско-Калифорнийской границы между озером Тахо и точкой пересечения 35-й параллели с рекой Колорадо продолжался вплоть до начала XX века.